# تقريب الجهد المتماسك
تقريب الجهد المتماسك (CPA) (بالإنجليزية: Coherent Potential Approximation)هو طريقة في الفيزياء النظرية لإيجاد دالة غرين المتوسطة لنظام غير متجانس. هو مفهوم مفيد في كيفية فهم تشتت الموجات الصوتية في مادة تظهر عدم التجانس المكاني.
نسخة واحدة من التقريب الجهد المتماسك هي امتداد للمواد العشوائية لتقريب مافين-تن ، وتستخدم لحساب بنية النطاق الإلكتروني في المواد الصلبة. اقترح كل من جان كورينغا ووالتر كون ونورمان روستوكير تطبيقًا متغيرًا لتقريب مافين-تن للمواد الصلبة المتبلورة باستخدام اقتران غرين ، وغالبًا ما يشار إليها باسم طريقة KKR. بالنسبة للمواد العشوائية ، يتم تطبيق النظرية من خلال إدخال شبكة مرتبة من الجهود الفعالة لتحل محل الجهود المتغيرة في المادة العشوائية. هذا النهج يسمى تقريب الجهد المتماسك.

## متابعة القراءة
- Ping Sheng (1995). Introduction to Wave Scattering, Localization, and Mesoscopic Phenomena. Academic Press. ISBN 978-0-12-639845-8
- Fumiko Yonezawa and Kazuo Morigaki (1973). "Coherent Potential Approximation: Basic Concepts and Applications". Progress of Theoretical Physics Supplement. 53: 1–76
- John R. Klauder (1961). "The modification of electron energy levels by impurity atoms". Annals of Physics. 14: 43–76. Bibcode:1961AnPhy..14...43K. doi:10.1016/0003-4916(61)90051-3